# Neuburgia
Neuburgia é um género botânico pertencente à família Loganiaceae.